# Грибовица

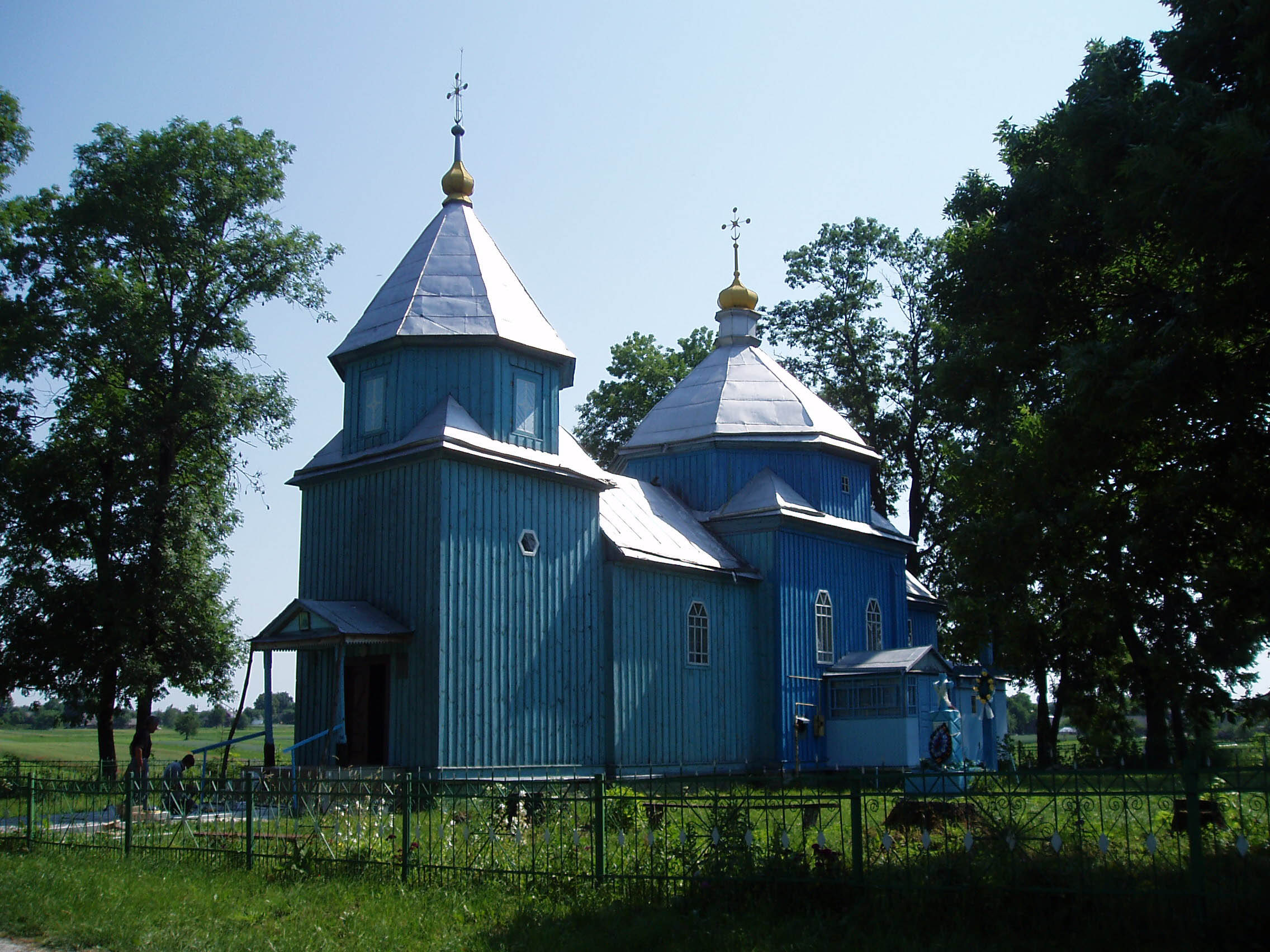
Покровская церковь, построена в начале 18 века

Грибо́вица (укр. Грибовиця) — село в Нововолынской городской общине Владимирского района Волынской области Украины.
До 2020 года входило в Иваничевский район.
Код КОАТУУ — 0721180901. Население по переписи 2001 года составляет 933 человека. Почтовый индекс — 45324. Телефонный код — 3372. Занимает площадь 16,9 км².